# Saserna antias
Saserna antias là một loài bướm đêm trong họ Noctuidae.